# Андерсон, Рокс
Ричард Рокс Андерсон (англ. Richard Rox Anderson родился 30 октября 1950, штат Иллинойс, США) — американский учёный, один из авторов теории селективного фототермолиза.
Благодаря его работам в косметологию пришло огромное количество аппаратных методик, в частности, при разработке и в процессе использования практически всех современных лазеров используются принципы селективного фототермолиза. Рокс Андерсон был одним из разработчиков CO2 лазеров, фракционных лазеров, IPL-систем. Одной из последних разработок его лаборатории является аппарат для неинвазивного криолиполиза.
Профессор Рокс Андерсон — не только известный учёный и изобретатель, но и практикующий специалист. По его собственным словам создавать новые методики и технологии помогает постоянная клиническая практика, которая дает понимание физиологических процессов, запускаемых в организме под действием того или иного физического фактора. Он жил и работал в Бостоне директором Центра Wellman в Massachusetts General Hospital и преподавателем Гарвардской медицинской школы в отделении дерматологии.
В 2020 году введён в Национальный зал славы изобретателей.